# 오재혁
오재혁(吳宰奕, 2002년 6월 21일~)은 대한민국의 축구선수이다. 포지션은 미드필더이다. 현재 제주 SK FC에 소속되어 뛰고 있다.

## 구단 경력
오재혁은 2021시즌을 앞두고 포항 스틸러스에 입단하면서 커리어를 시작했다. 입단 이후 곧바로 K리그2의 부천 FC 1995로 임대되었다. 시즌 종료후 박건선수와의 트레이드로 부천에 완전이적 하였다.

## 국가대표팀 경력
오재혁은 2019년 FIFA U-17 월드컵에 참여하는 대한민국 U-17 축구 국가대표팀 엔트리에 승선했다. 오재혁은 8강전까지의 경기에 모두 출전했다.